# Simon Snyder

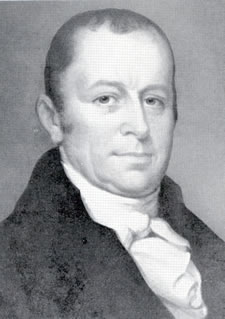
Simon Snyder

Simon Snyder (* 5. November 1759 in Lancaster, Province of Pennsylvania; † 9. November 1819 in Philadelphia, Pennsylvania) war ein US-amerikanischer Politiker und von 1808 bis 1817 der 3. Gouverneur des Bundesstaates Pennsylvania.

## Frühe Jahre und politischer Aufstieg
Im Jahr 1776 kam Simon Snyder nach York, wo er eine vierjährige Lehre im Gerberhandwerk absolvierte. Abends besuchte er eine Quäkerschule, wo er eine allgemeine Schulausbildung erhielt. Ab 1784 betrieb er in Selinsgrove im heutigen Snyder County einen Laden und eine Getreidemühle.
Snyders erstes politisches Amt war die eines Friedensrichters in seiner Heimat. In den Jahren 1789 und 1790 war er Mitglied der Versammlung, die die neue Landesverfassung von Pennsylvania ausarbeitete. Zwischen 1797 und 1807 war er als Mitglied der Demokratisch-Republikanischen Partei Abgeordneter im Repräsentantenhaus von Pennsylvania und zeitweise Präsident des Hauses. Im Jahr 1805 kandidierte er erfolglos für das Amt des Gouverneurs gegen den Amtsinhaber und Parteikollegen Thomas McKean. Im Jahr 1808 trat Snyder erneut zur Gouverneurswahl an. Diesmal hatte er die volle Unterstützung seiner Partei, die ihm 1805 gefehlt hatte. Dadurch gelang es ihm, sich gegen seinen föderalistischen Gegner John Ross durchzusetzen.

## Gouverneur von Pennsylvania
Simon Snyder trat sein neues Amt am 20. Dezember 1808 an und konnte nach zwei Wiederwahlen in den Jahren 1811 und 1814 bis zum 16. Dezember 1817 im Amt bleiben. Im Jahr 1809 wäre es beinahe zu einem bewaffneten Konflikt zwischen Pennsylvania und der Bundesregierung gekommen. Dabei ging es in dem so genannten Olmstead-Fall um Besitzansprüche an einem aufgebrachten britischen Kriegsschiff. In letzter Minute lenkte der Gouverneur ein und vermied so eine weitere Eskalation.
Während des Krieges von 1812 mobilisierte Snyder seinen Staat für den militärischen Einsatz. Er unterstützte die Politik der Bundesregierung unter Präsident James Madison. Zeitweise war Snyder auch als möglicher Kandidat für die Vizepräsidentschaft im Gespräch. Im Pennsylvania widersetzte er sich einem Parlamentsbeschluss, der die Gründung von 41 neuen Banken vorsah. Das Parlament überstimmte das Veto des Gouverneurs und die Banken wurden gegründet. Allerdings führte das später zu instabilen finanziellen Zuständen. Snyder ist für die Verlegung der Landeshauptstadt von Lancaster nach Harrisburg verantwortlich.

## Lebensende
Nach dem Ende seiner Gouverneurszeit wurde Snyder in den US-Senat gewählt. Er konnte dieses Mandat aber nicht mehr antreten, weil er bereits am 9. November 1819 verstarb. Simon Snyder war dreimal verheiratet und hatte insgesamt sieben Kinder. Darunter den Kongressabgeordneten John Snyder (1793–1850). Im Jahr 1855 wurde das Snyder County nach ihm benannt.